# Cratichneumon japonicus
Cratichneumon japonicus är en stekelart som först beskrevs av William Harris Ashmead 1906.  Cratichneumon japonicus ingår i släktet Cratichneumon och familjen brokparasitsteklar. Inga underarter finns listade i Catalogue of Life.